# 和田町駅
和田町駅（わだまちえき）は、神奈川県横浜市保土ケ谷区仏向町にある、相模鉄道相鉄本線の駅である。駅番号はSO06。

## 歴史
当駅が開業する前は、星川駅との中間地点に常磐園下駅が設置（1930年9月20日開業。後述）され、戦後休止となったが、現在地に移転する形で復活した。
- 1952年（昭和27年）8月15日：開業。
- 1969年（昭和44年）4月14日：橋上駅舎完成[1]。
- 2016年（平成28年）：相鉄デザインブランドアッププロジェクトに基づき駅のリニューアルを開始。
- 2024年（令和6年）7月28日：ホームドアの使用を開始[2]。

### 駅名の由来
駅北側に和田（旧称：和田町）があり、これは鎌倉時代の武将、和田義盛の名字に由来する。

## 駅構造
相対式ホーム2面2線を持つ地上駅で、星川寄りに橋上駅舎を有する。横浜方面行の上りホームは幅が狭い。橋上駅舎は自由通路の役割を兼ねているので、駅前の踏切が混雑するラッシュ時などに多く利用される。
エスカレーターは設置されていないものの、出入口 - 改札外コンコース間および改札内コンコース - ホーム間をそれぞれ連絡するエレベーターが設置されている。トイレは下りホーム中央にあり、ユニバーサルデザインの一環として多機能トイレを併設する。

### のりば
| 番線 | 路線     | 方向 | 行先                                             |
| ---- | -------- | ---- | ------------------------------------------------ |
| 1    | 相鉄本線 | 下り | 海老名・湘南台・羽沢横浜国大（西谷乗り換え）方面 |
| 2    | 相鉄本線 | 上り | 横浜方面                                         |

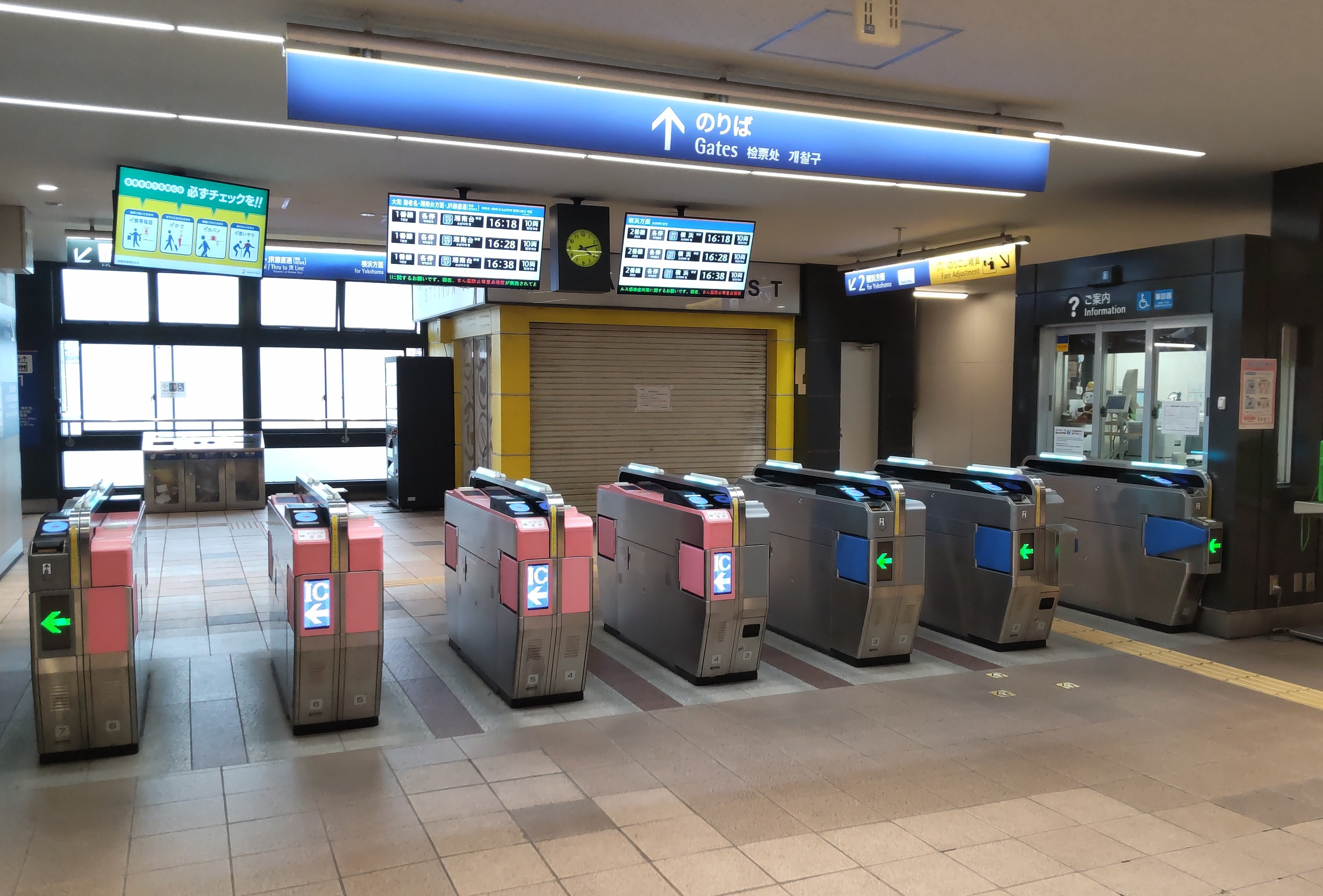
改札口（2021年6月）
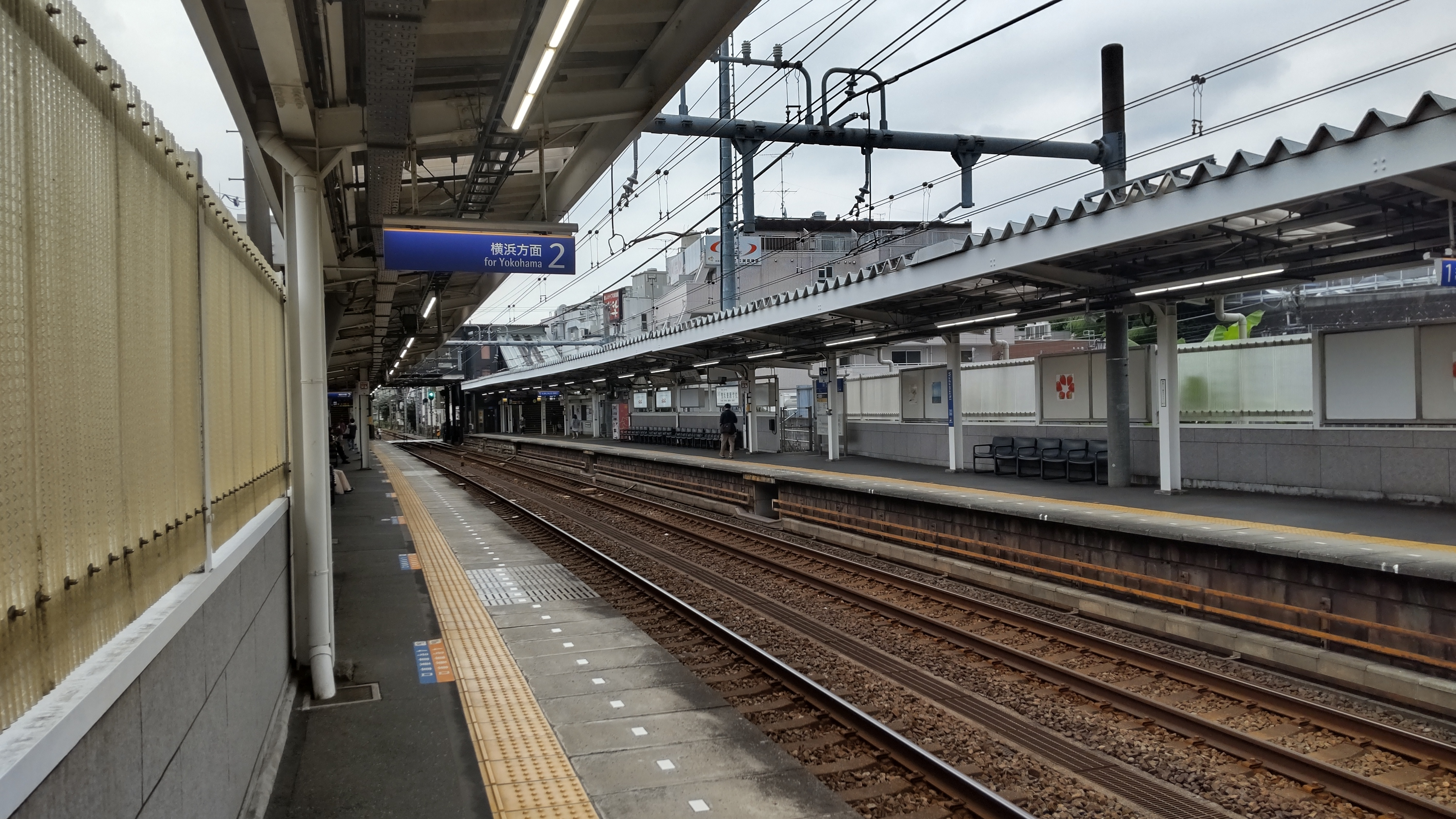
ホーム（2021年6月）
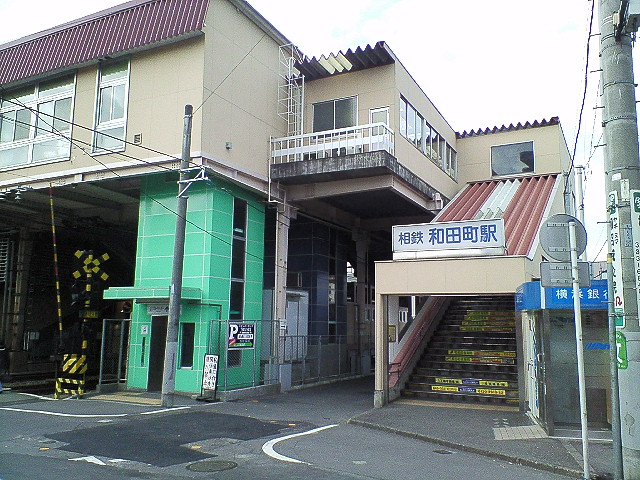
リニューアル前の駅舎（2007年1月）

## 利用状況
2024年度の1日平均乗降人員は14,473人である。相鉄線全27駅中第22位。
近年の1日平均乗降・乗車人員推移は下記の通り。
| 年度               | 1日平均 乗降人員 | 1日平均 乗車人員 | 出典     |
| ------------------ | ---------------- | ---------------- | -------- |
| 1980年（昭和55年） |                  | 11,353           | [ # 1 ]  |
| 1981年（昭和56年） |                  | 11,236           | [ # 1 ]  |
| 1982年（昭和57年） |                  | 11,173           | [ # 1 ]  |
| 1983年（昭和58年） |                  | 11,071           | [ # 1 ]  |
| 1984年（昭和59年） |                  | 10,978           | [ # 1 ]  |
| 1985年（昭和60年） |                  | 10,523           | [ # 1 ]  |
| 1986年（昭和61年） |                  | 10,356           | [ # 1 ]  |
| 1987年（昭和62年） |                  | 10,254           | [ # 1 ]  |
| 1988年（昭和63年） |                  | 10,279           | [ # 1 ]  |
| 1989年（平成元年） |                  | 10,189           | [ # 1 ]  |
| 1990年（平成02年） |                  | 10,027           | [ # 1 ]  |
| 1991年（平成03年） |                  | 10,036           | [ # 1 ]  |
| 1992年（平成04年） |                  | 10,082           | [ # 1 ]  |
| 1993年（平成05年） |                  | 10,085           | [ # 1 ]  |
| 1994年（平成06年） |                  | 10,140           | [ # 1 ]  |
| 1995年（平成07年） |                  | 10,116           | [ # 1 ]  |
| 1996年（平成08年） |                  | 9,742            | [ # 1 ]  |
| 1997年（平成09年） |                  | 9,315            | [ # 1 ]  |
| 1998年（平成10年） |                  | 9,008            | [ # 1 ]  |
| 1999年（平成11年） | 16,904           | 8,531            | [ * 1 ]  |
| 2000年（平成12年） | 16,492           | 8,311            | [ * 1 ]  |
| 2001年（平成13年） | 15,934           | 7,988            | [ * 2 ]  |
| 2002年（平成14年） | 15,701           | 7,883            | [ * 3 ]  |
| 2003年（平成15年） | 15,575           | 7,778            | [ * 4 ]  |
| 2004年（平成16年） | 15,416           | 7,691            | [ * 5 ]  |
| 2005年（平成17年） | 15,576           | 7,721            | [ * 6 ]  |
| 2006年（平成18年） | 15,475           | 7,671            | [ * 7 ]  |
| 2007年（平成19年） | 15,817           | 7,824            | [ * 8 ]  |
| 2008年（平成20年） | 15,953           | 7,873            | [ * 9 ]  |
| 2009年（平成21年） | 15,940           | 7,853            | [ * 10 ] |
| 2010年（平成22年） | 16,108           | 7,923            | [ * 11 ] |
| 2011年（平成23年） | 15,780           | 7,759            | [ * 12 ] |
| 2012年（平成24年） | 15,899           | 7,814            | [ * 13 ] |
| 2013年（平成25年） | 16,219           | 7,988            | [ * 14 ] |
| 2014年（平成26年） | 16,140           | 7,965            | [ * 15 ] |
| 2015年（平成27年） | 16,417           | 8,099            | [ * 16 ] |
| 2016年（平成28年） | 17,358           | 8,575            | [ * 17 ] |
| 2017年（平成29年） | 18,116           | 8,963            | [ * 18 ] |
| 2018年（平成30年） | 18,231           | 9,036            | [ * 19 ] |
| 2019年（令和元年） | 18,017           | 8,971            | [ * 20 ] |
| 2020年（令和02年） | 12,907           | 6,416            | [ * 21 ] |
| 2021年（令和03年） | 13,983           | 6,978            | [ * 22 ] |
| 2022年（令和04年） | 14,530           | 7,301            | [ * 23 ] |
| 2023年（令和05年） | 14,318           |                  |          |
| 2024年（令和06年） | 14,473           |                  |          |

## 駅周辺
水道道沿いには和田駅前商店街、仏向町水道道商店会の2つの商店街がある。北口は国道16号まで和田町商店街が続き、16号を越えると丘陵地の住宅地に入り、その先は横浜国立大学へと続いていく。駅周辺には学生向けの物件なども多く、学生街として発達している。
なお和田町（わだまち）という地名は存在せず、正式には駅北側の帷子川北側が和田（旧称：和田町〈わだちょう〉）であり、駅の所在地は仏向町である。
- 和田町商店街
- 和田駅前商店街
- 仏向町水道道商店会
- 横浜国立大学 常盤台キャンパス
- 常盤公園
- 神奈川県立保土ヶ谷公園
- 横浜市立市民病院
- 横浜和田郵便局
- 横浜銀行和田町支店
- スーパーマーケット セルシオ 和田町店
- クスリのカツマタ 和田町店

## バス路線
駅前に「和田町駅」停留所が設置されている。相鉄バスは和田町駅を終・起点とする路線としていたが、2022年（令和4年）4月、星川駅前広場の整備により路線を延長し星川駅を終・起点とした。
国道16号を経由するバスを利用する場合は、商店街を抜けて徒歩5分程度の国道16号上にある「和田町」停留所（浜松町方向は「保土ケ谷陸橋下」にある。）となる。

### 和田町駅（水道道星川方向）
| 系統      | 主要経由地             | 行先              | 運行事業者 | 備考                             |
| --------- | ---------------------- | ----------------- | ---------- | -------------------------------- |
| 浜16 浜19 | 星川駅・大門通・洪福寺 | 星川駅 横浜駅西口 | ■相鉄      | 一部を除き星川駅止まり           |
| 22 220    |                        | 星川駅            | ■市営      | 午前中の一部は保土ケ谷車庫前行き |
| 33 220    | 星川駅・大門通         | 保土ケ谷駅西口    | ■市営      |                                  |

### 和田町駅（水道道坂本町方向）
| 系統 | 主要経由地           | 行先                  | 運行事業者 | 備考                 |
| ---- | -------------------- | --------------------- | ---------- | -------------------- |
| 浜16 | 市沢町・西原住宅入口 | 西原住宅 鶴ヶ峰駅南口 | ■相鉄      | 平日朝、日中のみ運行 |
| 浜19 | 市沢町               | 新桜ヶ丘団地          | ■相鉄      |                      |
| 22   | 富士見橋             | 保土ケ谷駅西口        | ■市営      |                      |
| 33   | 富士見橋             | 星川駅                | ■市営      |                      |
| 220  | 仏向地域ケアプラザ前 | 星川駅                | ■市営      |                      |

### 和田町（国道16号八王子方向）
| 系統    | 主要経由地                           | 行先           | 運行事業者 | 備考                       |
| ------- | ------------------------------------ | -------------- | ---------- | -------------------------- |
| 62 急行 | 千丸台団地                           | 千丸台集会所   | ■神奈中    | 日中以外は千丸台団地止まり |
| 92 急行 | 梅の木                               | 笹山団地中央   | ■市営      |                            |
| 202     | 三ツ沢上町駅前・松本                 | 横浜駅西口     | ■市営      |                            |
| 208     | 市民病院・浅間下                     | 横浜駅西口     | ■市営      |                            |
| 横51    | 梅の木・鴨居町・上山町               | 中山駅         | ■神奈中    |                            |
| 5       | 鶴ヶ峰駅・今宿・川井宿・大貫橋       | 若葉台中央     | ■神奈中    |                            |
| 横52    | 鶴ヶ峰駅・今宿・川井宿・三保市民の森 | 中山駅         | ■神奈中    |                            |
| 121     | 川島住宅・羽沢団地前                 | 新横浜駅       | ■神奈中    |                            |
| 横04    | 鶴ヶ峰駅・今宿・川井宿・亀甲山       | 鶴間駅東口     | ■神奈中    | 平日朝1本のみ              |
| 旭10    | 鶴ヶ峰駅・旭台・上白根町             | よこはま動物園 | ■相鉄      |                            |

### 和田町（国道16号浜松町方向）
| 系統             | 主要経由地                     | 行先           | 運行事業者 | 備考 |
| ---------------- | ------------------------------ | -------------- | ---------- | ---- |
| 62 急行          | 峯小学校前・洪福寺             | 横浜駅西口     | ■神奈中    |      |
| 92 急行          | 峯小学校前・洪福寺             | 横浜駅西口     | ■市営      |      |
| 121              | 峯小学校前・洪福寺・天王町駅前 | 保土ケ谷駅西口 | ■神奈中    |      |
| 5 横04 横51 横52 | 峯小学校前・洪福寺・楠町       | 横浜駅西口     | ■神奈中    |      |
| 旭10             | 峯小学校前・洪福寺・楠町       | 横浜駅西口     | ■相鉄      |      |
| 201 209          | 峯小学校前・洪福寺・岡野町     | 横浜駅西口     | ■市営      |      |

## 常磐園下駅
1930年9月、神中鉄道線により天王町駅・新川島駅と同時に開業。駅位置は現在の星川中央公園前北側付近り旧星川4号踏切）に存在していたが、その2年後、横浜新道の下にある相鉄バスの折り返し地点付近へと移動した。
1944年6月に休止。その後、1952年（昭和27年）8月15日に現在の和田町駅に移転する形で再開業した。
駅名の常磐園（別名：岡野公園）は、岡野新田で有名な実業家、岡野欣之助の別荘に由来する。航空地図上では「こうえんした」という明記がされており、「常磐園＝（岡野）公園」として読み替えているものと思われる。
その駅名は現在、国道16号和田町二丁目交差点のバス停に使われている（こちらは「常磐」ではなく「常盤」と表記）。

## 隣の駅
相模鉄道
 相鉄本線
■特急・■通勤急行（平日上りのみ運転）・■快速
通過
■各駅停車
星川駅 (SO05) - 和田町駅 (SO06) - 上星川駅 (SO07)